# 于波 (1968年)
于波（1968年3月—），北京人，中华人民共和国外交官，曾任中华人民共和国驻蒂华纳总领事，首任中华人民共和国驻洪都拉斯共和国特命全权大使。

## 生平
1991年进入中华人民共和国外交部工作，先后在外交部拉丁美洲和加勒比司、驻玻利维亚大使馆、驻秘鲁大使馆、驻古巴大使馆、驻墨西哥大使馆任职。2007年，任驻哥斯达黎加大使馆参赞。2010年，任驻古巴大使馆参赞。2012年，任外交部办公厅副司级干部，后调任外交部拉丁美洲和加勒比司副司级干部。2014年，任常驻美洲国家组织观察员办事处副观察员。2017年9月，出任中华人民共和国驻蒂华纳总领事。
2021年12月，出任中国驻尼加拉瓜大使馆复馆小组组长。2023年4月，出任中国驻洪都拉斯大使馆建馆小组组长。同年8月，成為首任中华人民共和国驻洪都拉斯大使。

## 家庭
已婚，有一子。